# Comté de Harrison (Ohio)
Pour les articles homonymes, voir Comté de Harrison et Harrison.
Le comté de Harrison est situé dans l’État de Ohio, aux États-Unis. Il comptait 15 856 habitants en 2010. Son siège est la ville de Cadiz.